# Latho
Il latho è un gioco di memoria solitario diffuso presso il popolo Dorzé (Etiopia centro-meridionale). Viene giocato utilizzando un equipaggiamento molto simile a quello dei giochi della famiglia dei mancala (per esempio il wari), pur non avendo altra affinità con questo tipo di giochi.
Il primo a descrivere il gioco fu Richard Pankhurst, nel 1971.

## Regole
Il tavoliere del Latho è un comune tavoliere da mancala composto di 2 file di 6 buche ciascuna. Inizialmente, le buche vengono riempite con pezzi secondo la seguente disposizione:
2 3 1 3 2 4
2 3 1 3 2 4
Il giocatore viene bendato; un'altra persona deve svolgere il ruolo di suo "avversario" (in effetti, sarebbe corretto dire che "tiene il banco"). Procedendo in senso antiorario a partire dalla buca di sinistra di una qualsiasi delle file, il giocatore deve declamare ad alta voce una delle seguenti frasi, a seconda del numero di semi contenuto nella buca:
- oydo éka ("prendi da quattro")
- héza éka ("prendi da tre")
- namo éka ("prendi da uno")
- isimo éka ("prendi da uno"),
- afo éka ("non prendere", "prendi niente")

Se la frase declamata è corretta (per esempio, se il giocatore dice "prendi da due" e la buca contiene effettivamente due pezzi), l'avversario preleva un pezzo dalla buca. Il procedimento viene ripetuto finché il tavoliere è vuoto (nel qual caso il solitario è riuscito) oppure il giocatore sbaglia (nel qual caso il giocatore perde).

## Il Latho nella società
Come molti altri mancala, il latho viene considerato un gioco adatto a soli uomini, specialmente uomini sposati e anziani. I tavolieri per il latho (che sono a tutti gli effetti tavolieri da Wari) sono considerati di proprietà della comunità; in genere, i giovani non hanno accesso a questi tavolieri "pubblici", e devono limitarsi a giocare usando buche scavate nel terreno.

## Giochi simili
Solitari basati su equipaggiamenti da mancala, simili al Latho, sono diffusi in altre zone dell'Africa. Un esempio è il tagagega, giocato dal popolo Konso.